# بلدان بالغة التنوع

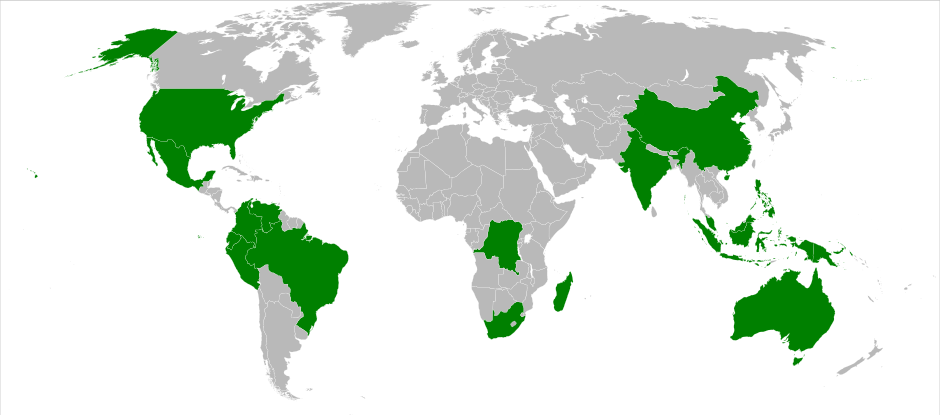
البلدان الـ17 التي حددتها منظمة الحفظ الدولية كبالغة التنوع

البلدان بالغة التنوع هي مجموعة من البلدان التي تؤوي غالبية أنواع الأرض وأعداد كبيرة من الأنواع المستوطنة. حددت منظمة الحفظ الدولية 17 دولة بالغة التنوع في عام 1998. يقع كثير منهم في، أو جزئيًا في، المناطق المدارية أو شبه المدارية.
ويعني التنوع البالغ إظهار تنوع كبير، لا سيما تنوع حيوي كبير. وفي عام 2002، شكلت المكسيك منظمة مستقلة تركز على «البلدان البالغة التنوع المتقاربة التفكير»، تتألف من البلدان الغنية بالتنوع الحيوي والمعارف التقليدية المرتبطة بها. هذه المنظمة لا تشمل جميع البلدان بالغة التنوع كما حددتها منظمة الحفظ الدولية.
حسب الترتيب الأبجدي، البلدان الـ17 بالغة التنوع هي:
| - أستراليا - البرازيل - الصين - كولومبيا - جمهورية الكونغو الديمقراطية - الإكوادور - الهند - إندونيسيا - مدغشقر | - ماليزيا - المكسيك - بابوا غينيا الجديدة - بيرو - الفلبين - جنوب إفريقيا - الولايات المتحدة - فنزويلا |

## مبادرة كانكون وإعلان البلدان بالغة التنوع المتقاربة التفكير

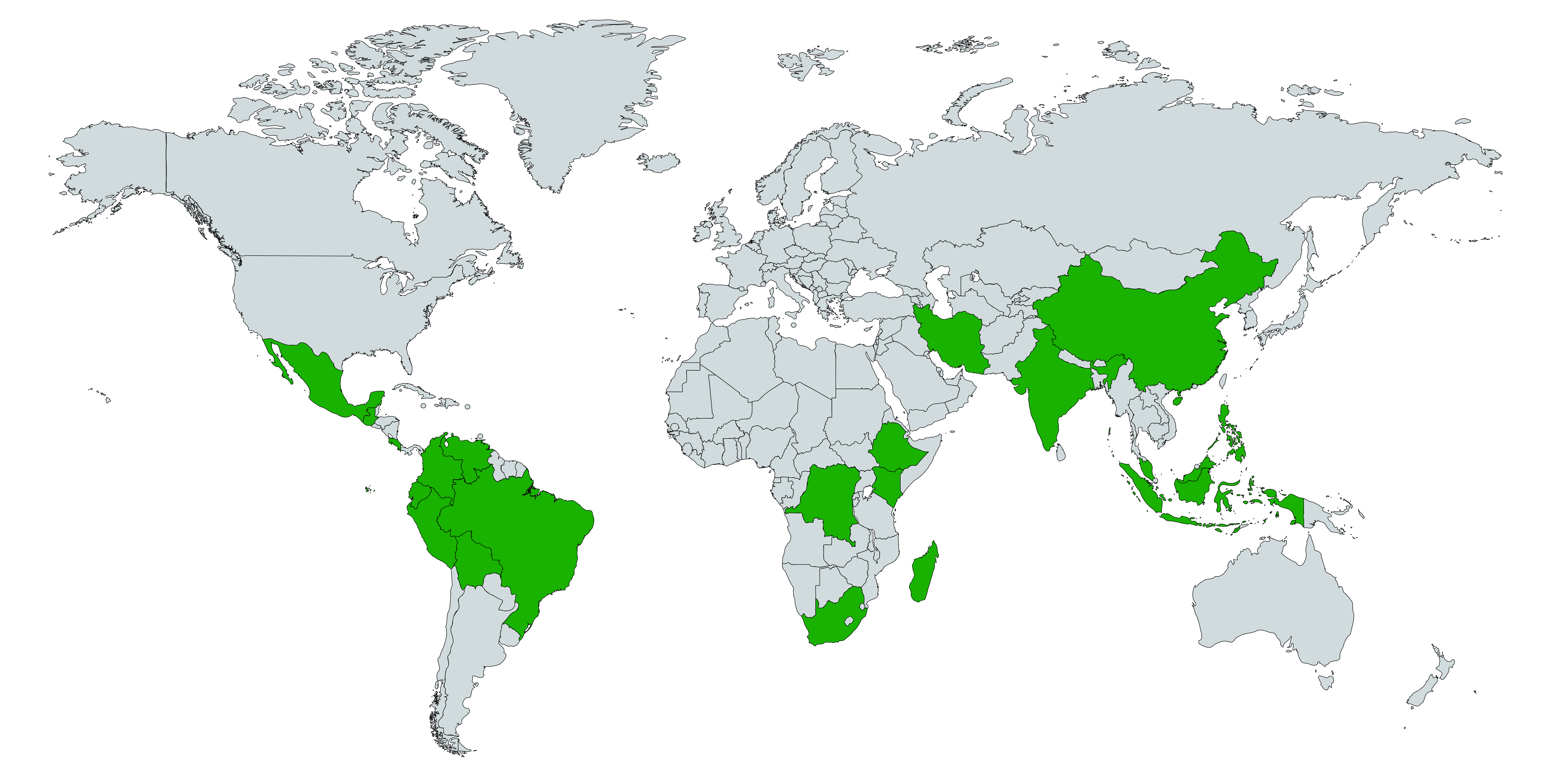
مجموعة البلدان التنوع المقاربه التفکیر

في 18 فبراير 2002، اجتمع الوزراء المسؤولين عن البيئة ومندوبي البرازيل، الصين، كولومبيا، كوستاريكا، الهند، إندونيسيا، كينيا، المكسيك، بيرو، الفلبين، جنوب أفريقيا و‌فنزويلا في مدينة كانكون المكسيكية. وأعلنت هذه البلدان إنشاء مجموعة البلدان بالغة التنوع المتقاربة التفكير كآلية للتشاور والتعاون حيث أن مصالحها وأولوياتها، المتصلة بحفظ واستدامة استخدام التنوع البيولوجي، يمكن تعزيزها. وأعلنوا أيضًا أنهم سيدعون تلك البلدان التي لم تصبح أطرافًا في اتفاقية التنوع البيولوجي وبروتوكول كارتاخينا بشأن السلامة الأحيائية، وبروتوكول كيوتو بشأن تغير المناخ أن تصبح أطرافًا في هذه الاتفاقات.
في الوقت نفسه، وافقوا على أن يجتمعوا بشكل دوري، على المستويات الوزارية والخبراء، وقرروا أن لدى اختتام كل «اجتماع وزاري» سنوي، سيتولى البلد المضيف الدورية المقبلة دور أمين المجموعة، لضمان استمراريتها، مواصلة تطوير التعاون بين هذه البلدان، والتوصل إلى الاتفاقات والأهداف المنصوص عليها فيها. في وقت لاحق، في عام 2010، أدرجت أيضًا غواتيمالا وإيران في القائمة.
الدول الأعضاء الحالية في منظمة بلدان بالغة التنوع المتقاربة التفكير على النحو التالي، حسب الترتيب الأبجدي:
| - بوليفيا - البرازيل - الصين - كولومبيا - كوستاريكا - جمهورية الكونغو الديمقراطية - الإكوادور | - إثيوبيا - غواتيمالا - الهند - إندونيسيا - إيران - كينيا - مدغشقر | - ماليزيا - المكسيك - بيرو - الفلبين - جنوب إفريقيا - فنزويلا |